# بیست و یکمین دوره جشنواره بین‌المللی فیلم فجر
بیست و یکمین دوره جشنواره فیلم فجر در بهمن ۱۳۸۱ در تهران و با برگزاری بزرگداشت‌های داریوش مهرجویی، منوچهر طیاب، مهرداد فخیمی، حمیده خیرآبادی و سعید پورصمیمی برگزار شد.

## برگزیدگان
- بهترین کارگردانی: محمد رسول‌اف (گاگومان)
- فیلم برگزیده تماشاگران: فرش باد (کمال تبریزی و علی‌رضا شجاع‌نوری)
- کاندید لوح زرین بهترین بازیگر مرد (پارتی) - (علی مصفا)
- جایزه بین‌المذاهب: اینجا چراغی روشن است – (رضا میرکریمی)

### دیپلم افتخار
- دیپلم افتخار بهترین فیلم مستند: جان مرجان (سید مانی میرصادقی)

### سیمرغ بلورین
- بهترین فیلم مستند: کشتی نوح (سودابه باباگپ)
- بهترین کارگردانی فیلم‌های اول و دوم: کاگومان (هوشنگ نوراللهی)
- بهترین فیلم اول: کاگومان (هوشنگ نوراللهی)
  - خورشید مصر - کارگاه فیلم و گراف راش و نادر یغمائیان
  - نامه‌های باد -
- بهترین اثر هنر و تجربه: نامه‌های باد (علیرضا امینی)
  - فرزاد مؤتمن (شب‌های روشن)
  - کمال تبریزی (فرش باد)
  - علی شاه حاتمی (کولی)
  - پرویز شهبازی (نفس عمیق)

### برگزیدگان بخش بین‌الملل (جشنواره جهانی)
- جایزه ویژه هیئت داوران: رقص در غبار (اصغر فرهادی)

| سیمرغ بلورین بهترین فیلم | سیمرغ بلورین بهترین کارگردانی |
| --- | --- |
| - دیوانه‌ای از قفس پرید – محمدرضا تخت‌کشیان - اینجا چراغی روشن است – رضا میرکریمی - نفس عمیق – امیر سمواتی - واکنش پنجم – محمد نیک بین | - رضا میرکریمی – اینجا چراغی روشن است - احمدرضا معتمدی – دیوانه‌ای از قفس پرید - اصغر فرهادی – رقص در غبار - کمال تبریزی – گاهی به آسمان نگاه کن - پرویز شهبازی – نفس عمیق                                                                   |
| سیمرغ بلورین بهترین بازیگر نقش اول مرد | سیمرغ بلورین بهترین بازیگر نقش اول زن |
| - حبیب رضایی – اینجا چراغی روشن است در نقش - پرویز پرستویی – دیوانه‌ای از قفس پرید در نقش روزبه - رضا کیانیان – گاهی به آسمان نگاه کن در نقش هاتف - احمد آقالو – گاهی به آسمان نگاه کن در نقش - هوشنگ حریرچیان – گاهی به آسمان نگاه کن در نقش - جمشید هاشم‌پور – واکنش پنجم در نقش - حسین یاری – نغمه در نقش | - نیکی کریمی – دیوانه‌ای از قفس پرید در نقش یلدا واکنش پنجم در نقش فرشته - هانیه توسلی – شب‌های روشن در نقش - میترا حجار – صورتی در نقش - فریبا کامران – فرش باد در نقش - گوهر خیراندیش – واکنش پنجم در نقش - مریم پالیزبان – نفس عمیق در نقش |
| سیمرغ بلورین بهترین بازیگر نقش دوم مرد | سیمرغ بلورین بهترین بازیگر نقش دوم زن |
| - به کسی اعطا نشد | - به کسی اعطا نشد |
| سیمرغ بلورین بهترین فیلمنامه | سیمرغ بلورین بهترین موسیقی متن |
| - نفس عمیق – پرویز شهبازی - اینجا چراغی روشن است – رضا میرکریمی - صورتی – فریدون جیرانی - گاهی به آسمان نگاه کن – فرهاد توحیدی - صنوبر – منصور ابراهیمی و مجتبی راعی | - دیوانه‌ای از قفس پرید – مجید انتظامی - رقص در غبار – حمیدرضا صدری |
| سیمرغ بلورین بهترین صداگذاری و میکس | بهترین صدابرداری |
| - به کسی اعطا نشد | - به کسی اعطا نشد |
| سیمرغ بلورین بهترین طراحی صحنه و لباس | سیمرغ بلورین بهترین فیلم‌برداری |
| - به کسی اعطا نشد - دیوانه‌ای از قفس پرید – ایرج رامین‌فر - صنوبر – بهزاد کزازی - شهر زیبا – کیوان مقدم | - اینجا چراغی روشن است – حمید خضوعی ابیانه - رقص در غبار – حسن کریمی - فرش باد – حسن پویا - کولی – محمد احمدی |
| سیمرغ بلورین بهترین چهره‌پردازی | |
| - به کسی اعطا نشد - گاهی به آسمان نگاه کن – علی عابدینی | |
| سیمرغ بلورین بهترین تدوین | سیمرغ بلورین بهترین جلوه‌های ویژه تصویری |
| | - به کسی اعطا نشد - عشق فیلم – امیررضا معتمدی |
| جایزه ویژه هیئت داوران | بهترین فیلم کوتاه |
| - فرش باد – کمال تبریزی و علیرضا شجاع نوری - رقص در غبار – ایرج تقی‌پور | - به طعم خاک – شهرام شاه‌حسینی |

## بزرگداشت‌ها
- داریوش مهرجویی، کارگردان و فیلمنامه‌نویس
- منوچهر طیاب، مستندساز
- مهرداد فخیمی، فیلمبردار
- حمیده خیرآبادی، بازیگر
- سعید پورصمیمی، بازیگر